# UFC on Fox: Machida vs. Rockhold
UFC on Fox: Machida vs. Rockhold (también conocido como UFC on Fox 15) fue un evento de artes marciales mixtas celebrado por Ultimate Fighting Championship el 18 de abril de 2015 en el Prudential Center, en  Newark, Nueva Jersey.

## Historia
El evento estelar contó con el combate de peso medio entre Lyoto Machida y Luke Rockhold.
El combate entre Ronaldo Souza y Yoel Romero estaba previsto para UFC 184. Sin embargo, el combate fue cancelado al conocerse la noticia de que Souza había sufrido una neumonía. Finalmente, el combate estaba previsto para este evento. Sin embargo, el 10 de abril, Romero sufrió un desgarro en el ligamento de la rodilla. Al día siguiente, Chris Camozzi fue anunciado como reemplazo de Romero.
Se esperaba que Manvel Gamburyan se enfrentará a Aljamain Sterling en el evento. Sin embargo, el 3 de febrero, Gamburyan se retiró de la pelea citando una lesión y fue reemplazado por Takeya Mizugaki.

## Premios extra
Cada peleador recibió un bono de $50,000.
- Pelea de la Noche: Corey Anderson vs. Gian Villante
- Actuación de la Noche: Luke Rockhold y Max Holloway